# Son Seguí
Son Seguí és una possessió del terme de Llucmajor, Mallorca, situada a la Marina.
El 1639, pertanyia a l'honor Joan Antoni Güells. Confrontava amb les possessions de Son Ferretjans, sa Talaia, Cortada Vella, Païssa i Son Mesquida. Tenia cases i molí de sang. Hi havia 120 quarterades de sementers dedicats al conreu de cereals. També es dedicava a la ramaderia ovina i cabrum. El 1672 era del senyor Joan Antoni Güells Mesquida, doctor en drets. El 1777, pertanyia a Antoni Jaume i tenia 162 quarterades. El 1996, en deriven les possessions denominades Son Seguí Vell i Son Seguí Nou.